# Trèvezel
Der Trèvezel ist ein rechter Nebenfluss der Dourbie in der Region Okzitanien in Frankreich.

## Flusslauf
Der Trèvezel entspringt im Nationalpark Cevennen, im Gemeindegebiet von Saint-Sauveur-Camprieu, entwässert generell Richtung West bis Südwest, betritt in seinem Unterlauf den Regionalen Naturpark Grands Causses und mündet nach 30 Kilometern beim Ort Cantobre, im Gemeindegebiet von Nant, in die Dourbie. Der Trèvezel durchquert auf seinem Weg die Départements Gard und Aveyron.

## Orte am Fluss
- Saint-Sauveur-Camprieu
- Trèves
- Cantobre, Gemeinde Nant

## Sehenswürdigkeiten
- Die Grandes Gorges du Trèvezel sind eine eindrucksvolle tiefe Felsschlucht.
- Der Unterlauf der Grandes Gorges du Trèvezel ist ein interessantes Kajakgewässer.